# Vlahinja, Kuršumlija
Vlahinja (izvirno srbsko Влахиња) je naselje v Srbiji, ki upravno spada pod Občino Kuršumlija; slednja pa je del Topliškega upravnega okraja.

## Demografija
V naselju živi 85 polnoletnih prebivalcev, pri čemer je njihova povprečna starost 58,8 let (55,9 pri moških in 62,6 pri ženskah). Naselje ima 45 gospodinjstev, pri čemer je povprečno število članov na gospodinjstvo 1,96.
To naselje je, glede na rezultate popisa iz leta 2002, večinoma srbsko.
|  |

| Demografija | Demografija     | Demografija     |
| Leto        | Št. prebivalcev | Št. prebivalcev |
| ----------- | --------------- | --------------- |
|             |                 |                 |
|             |                 |                 |
|             |                 |                 |
|             |                 |                 |
| 1948        | 494             |                 |
| 1953        | 502             |                 |
| 1961        | 498             |                 |
| 1971        | 327             |                 |
| 1981        | 194             |                 |
| 1991        | 121             | 121             |
| 2002        | 89              | 88              |
|             |                 |                 |

| Etnična sestava po popisu iz leta 2002 | Etnična sestava po popisu iz leta 2002 | Etnična sestava po popisu iz leta 2002 | Etnična sestava po popisu iz leta 2002 | Etnična sestava po popisu iz leta 2002 |
| -------------------------------------- | -------------------------------------- | -------------------------------------- | -------------------------------------- | -------------------------------------- |
| Srbi                                   | Srbi                                   |                                        | 87                                     | 98,86%                                 |
| Neznano                                | Neznano                                |                                        | 1                                      | 1,13%                                  |